# Bernd Lorenz (Bibliothekar)
Bernd Lorenz (* 30. September 1948 in Andernach) ist ein deutscher Bibliothekar und Klassischer Philologe.

## Leben und Wirken
Bernd Lorenz studierte Klassische Philologie und Germanistik und promovierte 1974 an der Universität Innsbruck mit einer Arbeit aus dem Bereich der klassischen griechischen Literatur. Das Staatsexamen für den höheren Schuldienst legte er 1975 ab. Im Jahre 1976 trat er als Bibliotheksreferendar an der Bayerischen Staatsbibliothek in die Ausbildung für den höheren Bibliotheksdienst ein und absolvierte die Fachprüfung hierfür 1978 an der Bayerischen Bibliotheksschule. Von 1978 bis 2001 war er dann als wissenschaftlicher Bibliothekar an der Universitätsbibliothek Regensburg tätig, seit 1997 als Bibliotheksdirektor. 2001 wechselte er an die Bayerische Beamten-Fachhochschule und wurde dort bis 2013 Fachbereichsleiter für Archiv- und Bibliothekswesen. Seit 1999 hatte er außerdem einen Lehrauftrag für Klassifikation an der Humboldt-Universität (Institut für Bibliothekswissenschaft) inne.
Neben seinen wissenschaftlichen Arbeiten aus dem Fach Klassische Philologie sind insbesondere seine bibliothekswissenschaftlichen Arbeiten zur systematischen Aufstellung von Bibliotheksbeständen, zur klassifikatorischen Sacherschließung und zur Regensburger Verbundklassifikation hervorzuheben.

## Veröffentlichungen (Auswahl)
- Thessalische Grabgedichte vom 6. bis zum 4. Jahrhundert v. Chr. (= Commentationes Aenipontanae, Bd. 22/Philologie und Epigraphik. Bd. 1). Universitätsverlag Wagner, Innsbruck 1976, ISBN 3-7030-0029-5 (Dissertation Universität Innsbruck).
- mit Paul Imhof: Maria Theotokos bei Cyrill von Alexandrien. Zur Theotokos-Tradition und ihrer Relevanz. Eine dogmengeschichtliche Untersuchung zur Verwendung des Wortes Theotokos bei Cyrill von Alexandrien vor dem Konzil von Ephesus unter Berücksichtigung von Handschriften der direkten Überlieferung (= Koinonia. Bd. 2). Kaffke, München 1981, ISBN 3-87391-036-5.
- (Übers.): Der Brief an Diognet (= Christliche Meister. Bd. 18). Johannes-Verlag, Einsiedeln 1982, ISBN 3-265-10260-2.
- Systematische Aufstellung in deutschen wissenschaftlichen Bibliotheken (= Beiträge zum Buch- und Bibliothekswesen. Bd. 21). Harrassowitz, Wiesbaden 1985, ISBN 3-447-02493-3 (3. überarb. u. erw. Aufl. 1995).
- Allgemeinbildung und Fachwissen. Deutsche Ärzte und ihre Privatbibliotheken (= Studien zur Medizin-, Kunst- und Literaturgeschichte. Bd. 30). Verlag Murken-Altrogge, Herzogenrath 1992, ISBN 3-921801-67-2 (weitere Teile in: Philobiblon, Bd. 42/1998, S. 128–152 sowie Bd. 44/2000, S. 105–151).
- Bibliotheksklassifikation im Verbund. Notizen zur Anwendung der Regensburger Aufstellungssystematiken. In: Paul Niewalda (Hrsg.): Bibliothekslandschaft Bayern. Festschrift für Max Pauer zum 65. Geburtstag. Harrassowitz, Wiesbaden 1989, ISBN 3-447-02899-8, S. 97–127.
- Klassifikatorische Sacherschließung. Eine Einführung (= Bibliotheksarbeit. Bd. 5). Harrassowitz, Wiesbaden 1998, ISBN 3-447-04003-3.
- Systematische Aufstellung in Vergangenheit und Gegenwart (= Beiträge zum Buch- und Bibliothekswesen. Bd. 45). Harrassowitz, Wiesbaden 2003, ISBN 3-447-04616-3.
- (Hrsg.): Handbuch zur Regensburger Verbundklassifikation. Materialien zur Einführung (= Beiträge zum Buch- und Bibliothekswesen. Bd. 46). Harrassowitz, Wiesbaden 2003, ISBN 3-447-04618-X (3. überarb. Aufl. 2017, ISBN 978-3-447-10830-0).
- Zahlenstudien. Zwölf, Fünfundzwanzig, Dreihundert. Symbolzahlen als Ausdruck bedeutungsvoller Größen und abgegrenzter Bereiche. In: ders. (Hrsg.): Bibliothek und Philologie. Festschrift für Hans-Jürgen Schubert zum 65. Geburtstag. Harrassowitz, Wiesbaden 2005, ISBN 3-447-05246-5, S. 57–90.
- Griechische Grabgedichte Thessaliens. Beispiele für poetische Kleinkunst der Antike (= Kalliope, Bd. 16). Winter, Heidelberg 2019, ISBN 978-3-8253-6941-5.
- (Bearb.): Gregor von Nazianz / Threnos über die Leiden seiner Seele (Carmen II,1,45). Herausgegeben, eingeleitet, übersetzt und kommentiert von Bernd Lorenz (= Palingenesia. Bd. 129). Steiner, Stuttgart 2021, ISBN 978-3-515-13035-6.